# Best of Scorpions
Albums de Scorpions
Hot & Heavy
(1982)
Best of Scorpions est la première compilation sortie par Scorpions le 17 novembre 1979.
Cette compilation regroupe certains de leurs succès sortis sur les albums Fly to the Rainbow, In Trance, Virgin Killer et Taken by Force entre 1974 et 1977.

## Crédits
- Klaus Meine - chants
- Ulrich Roth - guitare solo
- Rudolf Schenker - guitare rythmique
- Rudy Lenners - batterie, percussions (tous les titres sauf A1, B1 et B4)
- Herman Rarebell - batterie, percussions (sur Steamrock Fever, He's a Woman - She's a Man, et The Sails of Charon)

## Liste des titres

### Face-A
| No  | Titre           | Paroles                  | Musique         | Album              | Durée |
| --- | --------------- | ------------------------ | --------------- | ------------------ | ----- |
| A1. | Steamrock Fever | Klaus Meine              | Rudolf Schenker | Taken by Force     | 3:35  |
| A2. | Pictured Life   | Klaus Meine, Ulrich Roth | Rudolf Schenker | Virgin Killer      | 3:25  |
| A3. | Robot Man       | Klaus Meine              | Rudolf Schenker | In Trance          | 2:42  |
| A4. | Backstage Queen | Klaus Meine              | Rudolf Schenker | Virgin Killer      | 3:14  |
| A5. | Speedy's Coming | Klaus Meine              | Rudolf Schenker | Fly to the Rainbow | 3:36  |
| A6. | Hell-Cat        | Ulrich Roth              | Ulrich Roth     | Virgin Killer      | 2:54  |

### Face-B
| No  | Titre                      | Paroles                      | Musique         | Album          | Durée |
| --- | -------------------------- | ---------------------------- | --------------- | -------------- | ----- |
| B1. | He's a Woman - She's a Man | Klaus Meine, Herman Rarebell | Rudolf Schenker | Taken by Force | 3:14  |
| B2. | In Trance                  | Klaus Meine                  | Rudolf Schenker | In Trance      | 4:44  |
| B3. | Dark Lady                  | Ulrich Roth                  | Ulrich Roth     | In Trance      | 3:25  |
| B4. | The Sails of Charon        | Ulrich Roth                  | Ulrich Roth     | Taken By Force | 4:24  |
| B5. | Virgin Killer              | Ulrich Roth                  | Ulrich Roth     | Virgin Killer  | 3:45  |

À titre indicatif la liste CD (identique) sur le site officiel